# 미국의 고등 교육
미국에서 고등교육은 중등교육 이후의 선택적인 공식 학습 단계이다.

## 같이 보기
- 전문대학
- 단기대학
- 칼리지
- 미국의 커뮤니티 칼리지